# Amaranthus mitchellii
Amaranthus mitchellii är en amarantväxtart som beskrevs av George Bentham. Amaranthus mitchellii ingår i släktet amaranter, och familjen amarantväxter. Arten förekommer tillfälligt i Sverige, men reproducerar sig inte.